# Harawyja Parszni
Harawyja Parszni (biał. Гаравыя Паршні; ros. Горовые Поршни, Horowyje Porszni; pol. hist. Porsznia; ros. hist. Паршни, Parszni) – wieś na Białorusi, w obwodzie witebskim, w rejonie orszańskim, w sielsowiecie Smolany.

## Historia
W XIX i w początkach XX w. położona była w Rosji, w guberni mohylewskiej, w powiecie orszańskim. Następnie w granicach Związku Sowieckiego. Od 1991 w niepodległej Białorusi.